# Боковая (река)
Боковая — река в Кировской области России, левый приток Пижмы (бассейн Волги). Протекает по территории Котельничского и Арбажского районов.
Устье реки находится в 147 км по левому берегу реки Пижма. Высота устья — 86,7 м над уровнем моря. Длина реки составляет 77 км, площадь водосборного бассейна — 740 км².
Исток реки находится около села Покровское (Котельничский район). Река течёт на юг, протекает посёлок Щенниковский, ниже его входит в обширный заболоченный ненаселённый лесной массив, выйдя из него, течёт рядом с деревнями Пармаж, Чёрная и Косолапово. Русло извилистое, река образует (особенно в нижнем течении) многочисленные острова, старицы и затоны. Последние километры преодолевает по заболоченной пойме Пижмы. Впадает в боковую протоку Ширей, неподалёку от её ответвления от основного русла Пижмы.

## Притоки (км от устья)
- Шембеть (9,4 км, левый)
- Улановка (правый)
- Большой Яман (28 км, левый)
- Малый Яман (левый)
- Чабай (правый)
- Микитиха (правый)
- Чернушка (левый)
- Мироновка (правый)
- Большая Язевка (левый)
- Берёзовка (60 км, левый)
- Козловаж (61 км) — правый.

## Данные водного реестра
По данным государственного водного реестра России, река относится к Камскому бассейновому округу, водохозяйственный участок реки — Вятка от города Котельнич до водомерного поста посёлка городского типа Аркуль, речной подбассейн реки — Вятка. Речной бассейн реки — Кама.
Код объекта в государственном водном реестре — 10010300412111100036825.